# Поворинський район
Поворинський район — район і муніципальне утворення (муніципальний район) на північному сході Воронезької області Росії.
Адміністративний центр — місто Поворино.